# Буђа (Модена)
Буђа је насеље у Италији у округу Модена, региону Емилија-Ромања.
Према процени из 2011. у насељу је живело 65 становника. Насеље се налази на надморској висини од 47 м.